# Dispatch
『Dispatch』（ディスパッチ）はm-floの12枚目のシングル、2001年7月25日発売。

## 解説
m-flo初のコラボレーションシングルで、BUDDHA BRAND・ILLMATIC BUDDHA MC'ｓのメンバーであるDev LargeとNippsを迎えている。"Vincento Galluo" とはVERBALのこと。
m-floのシングルでは、「Quantum Leap」以来の本格ヒップホップになっている。
この曲は、「prism」同様セカンド・アルバム『EXPO EXPO』からのリカット・シングルとして、完全受注生産で発売された。
また、この曲のPVは「prism」のPVの後のストーリーを描いている。

## 収録曲
収録曲は原曲以外に3曲のリミックスが収録
1. Dispatch
  - コラボレーションシングルでVERBALのみが参加、タイアップは付いていない。
2. Dispatch [SPACE BUDDHA PIMP + 1 MORE REMIX]
  - リミックスアルバムの『EXPO防衛ロボット GRAN SONIK』に収録
3. Dispatch [DJ WATARAI Remix]
  - Quantum Leap以来1年ぶりのDJ WATARAIのリミックス、リミックスアルバム未収録
4. Dispatch [DAZZLE-T & KAZ B-BOSSA MIX]
  - リミックスアルバム未収録。